# 소라초등학교 신흥분교
소라초등학교 신흥분교는 대한민국 전라남도 여수시 소라면 복산리에 있는 공립 초등학교이다.

## 학교 연혁
- 1963년 3월 22일 소라남국민학교 신흥분교 개교
- 1965년 11월 15일 신흥국민학교 승격
- 1968년 9월 12일 달천분교장 개교
- 1978년 3월 1일 급식학교 지정
- 1984년 3월 1일 여자분교장, 송여자분교장 편입
- 1984년 3월 12일 병설유치원 개원
- 1996년 3월 1일 신흥초등학교로 개칭
- 1999년 9월 1일 소라초등학교 신흥분교로 격하
- 2024년 2월 29일 61년만에 폐교

## 참고 자료
- 소라초등학교신흥분교장 - 한국교육학술정보원 학교알리미